# Fire Emblem Gaiden
Fire Emblem Gaiden (ファイアーエムブレム外伝 Faiā Emuburemu Gaiden?) es el segundo videojuego de la saga Fire Emblem, desarrollado por Intelligent Systems y distribuido por Nintendo sólo para Japón. También es el segundo y último juego de la serie para la consola Famicom.
La historia del juego es paralela a la del primer juego, teniendo lugar en el mismo mundo, pero en diferentes continentes, haciendo así que las historias no tengan nada que ver una con otra. Sin embargo, en el juego podremos ver la vuelta de personajes del primer juego.

## Sistema de juego
Se basa en el primer juego, el sistema de batalla y la fórmula original del juego se mantiene, aunque se incluyen numerosos cambios respecto a Fire Emblem: Ankoku Ryū to Hikari no Tsurugi:
- Las misiones pueden volver a jugarse aunque hayan sido finalizadas.
- Cuando un personaje promociona, se puede elegir la clase a la que pertenecerá. Además, existen lugares especiales donde el personaje puede promocionar.
- El mapa de cada misión puede explorarse libremente librando nuevas batallas y explorando ciudades. Según se avance en la aventura, se irán desvelando nuevas partes del mapa.
- Las armas no se rompen nunca por el uso y las magias se van aprendiendo según se alcanzan nuevos niveles. Ahora, el uso de estas magias resta puntos de vida.

A pesar de los numerosos cambios introducidos, los siguientes juegos volvieron a un sistema de juego más parecido al original Fire Emblem. Aunque en Fire Emblem: The Sacred Stones se utilizan las características de los mapas y las promociones de personajes vistas en este juego, en general, el sistema de juego de este capítulo es una rareza en la saga.

## Argumento
En la tierra de Valentia existen dos países: Rigel y Sofia. Estos dos reinos siempre han sido rivales, pero esta vez se vive un periodo de guerras. Por un lado, Sofia ha sido tomada por un general, mientras que Rigel sufre guerras civiles. Los personajes protagonistas, Alm y Celica, son llamados a liderar un grupo que ha de pacificar Valentia.

## Remake
En 2017, un remake de Fire Emblem Gaiden fue lanzado para la Nintendo 3DS bajo el nombre de Fire Emblem Echoes: Shadows of Valentia.